# Moana Carcasses Kalosil
Pour les articles homonymes, voir Moana.
Moana Carcasses Kalosil, né le 12 janvier 1959 (ou, selon une autre source, le 27 janvier 1963) à Taravao en Polynésie française, est un homme d'État vanuatais, Premier ministre du 23 mars 2013 au 15 mai 2014.

## Biographie
Né d'un père français (originaire de Carcassonne) et d'une mère tahitienne, il obtient la citoyenneté du Vanuatu, et se lance en politique dans ce pays en l'an 2000, rejoignant la Confédération des Verts fondée en 1999 à l'initiative de Gilles Manguilio Daniel, par le Père Gérard Leymang, pour le N'maki Aute et Silas Yatan Rouard, pour le Mouvement John Frum, puis Amos Andeng pour le Tombouri[réf. nécessaire].
Sélectionné comme candidat du parti dans la circonscription plurinominale de la capitale, Port Vila, pour les élections législatives de mai 2002, il est élu haut la main, obtenant plus de voix que tout autre candidat à l'exception du Premier ministre sortant Edward Natapei. Il devient ainsi le premier citoyen naturalisé à être élu député au Parlement du Vanuatu. Natapei, réélu Premier ministre, le nomme ministre des Affaires étrangères en 2004, dans un gouvernement de coalition. En cette qualité, Carcasses propose (sans succès) à la présidente indonésienne Megawati Sukarnoputri d'entamer, à Port Vila, sous médiation vanuataise, un dialogue avec l'Organisation pour une Papouasie libre, le mouvement indépendantiste de Nouvelle-Guinée occidentale.
Il mène la Confédération des Verts Vanuatu lors des élections législatives de juillet 2004, conserve son siège au Parlement, et devient ministre des Finances sous le nouveau premier ministre Serge Vohor. Peu après, Vohor est remplacé par Ham Lini, qui limoge Carcasses en 2005. Ce dernier devient alors vice-chef de l'Opposition, puis chef de l'Opposition en 2007. Réélu lors des législatives de septembre 2008, il est nommé whip de la coalition d'Opposition. Lorsque les alliances politiques se réorganisent, il prend la tête d'une « Alliance » de petits partis et de députés sans étiquette et, en septembre 2009, intègre le gouvernement Natapei, devenant ministre de l'Intérieur et du Travail,,. Dans le cadre de ces fonctions, il argue qu'en réponse au chômage, les jeunes migrants urbains devraient retourner travailler la terre dans leurs villages d'origine, plutôt que chercher en vain un travail à Port Vila. Il affirme également avoir empêché l'obtention ou le renouvellement de permis de travail pour des ouvriers chinois sans qualifications dans le secteur du bâtiment, « parce que ces gens voulaient voler le travail des Vanuatais. Ma politique est d'accorder la priorité aux man ples », c'est-à-dire aux autochtones vanuatais.
En décembre 2010, le gouvernement Natapei est renversé par une motion de censure. Carcasses soutient son successeur, Sato Kilman, et obtient le poste de ministre des Finances. Il se targue d'avoir présenté des budgets sans déficit, et se présente comme un « écologiste libéral ». Aux élections législatives du 30 octobre 2012, il conserve son siège de député, et maintient sa confiance en Kilman, qui demeure premier ministre. Néanmoins, Carcasses n'est pas reconduit au gouvernement ; il siège comme simple député de la majorité
Le 20 mars 2013, le gouvernement Kilman subit la défection de huit députés de sa majorité, dont deux ministres (Marcellino Pipite, ministre du Commerce autochtone, et Thomas Laken, ministre de la Justice), et dont Carcasses. Le lendemain, Kilman annonce sa démission, reconnaissant ne plus avoir de majorité parlementaire. Le 23 mars, le Parlement choisit Carcasses pour lui succéder, par 34 voix sur 52. Il est le premier dirigeant du pays né à l'étranger, et Kilman critique son élection pour cette raison. Il est également le premier écologiste à diriger le gouvernement d'un pays océanien.
Outre l'intérêt qu'a le nouveau Premier ministre pour les questions environnementales (il crée un ministère de la Planification et du Changement climatique, qu'il confie à Thomas Laken), la presse remarque « son soutien indéfectible envers la cause de la Papouasie occidentale », et son opposition à la participation de l'Indonésie, en tant qu'observateur, au Groupe mélanésien Fer de lance. Cette position tranche avec celle de son prédécesseur, et s'accorderait davantage à l'opinion publique vanuataise.
Il confie à son ministre des Affaires étrangères, Edward Natapei, un 'nettoyage' des conséquences de la vente de passeports diplomatiques par des gouvernements précédents. Dès les premiers jours du gouvernement Carcasses, une dizaine de passeports diplomatiques sont révoqués. Le gouvernement indique que plus des deux tiers des diplomates du pays pourraient être limogés, leur nomination ne s'étant pas faite en accord avec les procédures légales.
Le 24 février 2014, à la suite de la défection de certains députés, son gouvernement ne bénéficie plus d'une majorité au Parlement. Le gouvernement a alors vingt-quatre députés tandis qu'une coalition d'opposition, dirigée par Marcellino Pipite, en a vingt-sept. Les défections et changements de majorité sont courants au Vanuatu. Carcasses restaure sa majorité grâce au renfort de Paul Telukluk, député de Mallicolo, un des quatre premiers députés d'origine des Verts (avec Vincent Boulekone, Iaris Naunun, Song Keasipae en 2000). Ce dernier emmène avec lui le Mouvement de réunification pour le changement (dissidents de l'UPM) dont le Président est Vincent Boulekone, qui rejoint le gouvernement avec quatre députés, dont Willie Jimmy, apparenté. Les quatre députés se voient confier les postes laissés vacants par les ministres démissionnaires.
Le 15 mai 2014, le Parlement crée la surprise en contraignant Carcasses à démissionner. La motion de censure à son encontre est adoptée par trente-cinq voix contre onze, alors qu'il semblait disposer toujours d'une majorité. Plusieurs partis de sa coalition (dont le Vanua'aku Pati, et le Parti Terre et Justice de son ancien proche Ralph Regenvanu) rejoignent l'opposition au moment du vote. À la suite de la démission de Carcasses, le Parlement élit Joe Natuman (du Vanua'aku Pati) au poste de Premier ministre, avec quarante voix.
Joe Natuman est renversé à son tour par le Parlement en juin 2015. Sato Kilman devient Premier ministre, et nomme Carcasses au poste de vice-Premier ministre. Accusé par la justice d'avoir soudoyé des députés pour renverser Natuman, Carcasses est reconnu coupable de corruption, aux côtés de treize autres députés de la majorité parlementaire, le 9 octobre. Le 22 octobre, il est condamné à quatre ans de prison ferme ainsi qu'à une peine d'inéligibilité. Il perd de ce fait son siège de député et, étant en prison et du fait de son inéligibilité, n'est pas autorisé à prendre part aux élections législatives de 2016. Il redevient président de la Confédération verte en 2018 mais ne peut participer non plus aux élections de 2020.
Le président de la République Tallis Obed Moses accorde en septembre 2021 la grâce présidentielle à trois anciens Premiers ministres (Charlot Salwai, condamné en février 2021 pour parjure, Joe Natuman, condamné en 2018 pour entrave à la justice, et Serge Vohor, condamné en 2015 pour corruption et entrave à la justice), mais ne gracie pas Moana Carcasses. Dit « très affecté » par cette décision l'excluant de la grâce présidentielle, il démissionne quelques jours plus tard de la présidence des Verts, Silas Yatan lui succédant, et se met en retrait de la vie politique.